# Kvadratúra fázisbillentyűzés

A QPSK konstellációs diagramja Gray-kódolással

A kvadratúra fázisbillentyűzés (angolul Quadrature Phase-Shift Keying, QPSK) egy modulációs eljárás, ahol a vivőjel négy fázissal rendelkezhet: 45, 135, 225 és 315 fokos eltolással, és ahol így a jel egy fázisváltozása két bit információt hordoz. A QPSK eljárás fázisai általában 90°-os eltolással rendelkeznek.
Az eljárás jelentős fejlődést jelent a bináris fázisbillentyűzéshez (BPSK) képest, ami csupán 1 bit információt továbbít jelváltozásonként, így megduplázza annak adatsebességét. Ugyanakkor ugyanakkora jel-zaj viszonyhoz kétszer akkora adóteljesítményre van szükség. Vagyis kétszer akkora teljesítménnyel kétszer akkora bitsebesség érhető el, azonos bithiba-aránnyal.

## Lásd még
- Kvadratúra amplitúdómoduláció
- Baud